# Dilkea
Dilkea je biljni rod lijana, penjačica i grmova iz porodice Passifloraceae, iz tribusa Passifloreae.
Rod je imenovao Masters (1871.) u čast svom prijatelju i meceni botanike Charlesu Wentworthu Dilkeu II.
Ovaj rod ima dva podroda: Dilkea i Epkia.
1. Dilkea acuminata Mast.
2. Dilkea clarkei Feuillet
3. Dilkea cuneata Feuillet
4. Dilkea exilis Feuillet
5. Dilkea granvillei Feuillet
6. Dilkea hebes Feuillet
7. Dilkea johannesii Rodr.
8. Dilkea lecta Feuillet
9. Dilkea nitens Feuillet
10. Dilkea ovalis Feuillet
11. Dilkea retusa Mast.
12. Dilkea tillettii Feuillet
13. Dilkea vanessae Feuillet

U podrod Dilkea spadaju: D. acuminata, D. clarkei, D. granvillei, D. retusa (tipska vrsta), D. johanesii i D. margaritae. U podrod Epkia Feuilletspadaju: D. cuneata, D. exilis, D. lecta, D. ovalis, D. tillettii i D. vanessae. Javljaju se i vrste Dilkea wallisii i Dilkea magnifica u klasifikacijama.
Tipična vrsta ovog roda je Dilkea retusa Mast.

## Sinonim
- Dilkea margaritae Cervi = Mitostemma margaritae (A.C. Cervi) Tillet[7][8][9]
- Dilkea ulei Harms = Dilkea retusa Mast.[10]
- Dilkea wallisii Harms = Dilkea retusa Mast.[10]
- Passiflora helleborifolia Wallis ex Mast. = Dilkea retusa Mast.[10]

- Dilkea magnifica Steyerm. = Dilkea acuminata Mast.[11]

- Dilkea parviflora Killip = Dilkea acuminata Mast.[11]

## Ugroženost
Nijedna vrsta iz ovog roda nije svrstana u IUCN-ov popis ugroženih vrsta.